# شابتاي روزين
شابتاي روزين (العبرية: שבתאי רוזן) (24 نوفمبر 1917 – 21 سبتمبر 2010) دبلوماسي وأستاذ للقانون الدولي.
حصل روزين على جائزة إسرائيل في القانون في عام 1960، وميدالية مانلي أو.هدسون للقانون الدولي في عام 1999، وجائزة لاهاي للقانون الدولي عام 2004، وجائزة أوناسيس للباحث المتميز عام 2007. كانت أبحاثه رائدة في مجال المحاكم الدولية - مثل محكمة العدل الدولية ومحكمة العدل الدولية - ولديه خبرة معترف بها على نطاق واسع في القوانين والمعاهدات الدولية ومسؤولية الدولة والدفاع عن النفس واتفاقية الأمم المتحدة لقانون البحار وغيرها من قضايا القانون الدولي.
قام روزين بتأليف حوالي 200 مقال ومقال.
في يونيو 2010، تم تعيينه في لجنة توركل الإسرائيلية المستقلة للتحقيق في ما يعرف في إسرائيل باسم غارة أسطول غزة.

## حياته
ولد سيفتون ويلفريد ديفيد راوسون (لاحقًا شبتاي روزين) في لندن، المملكة المتحدة، وأبوه هو هاري روسون. في عام 1938 أكمل روزين دراساته الأكاديمية في القانون في جامعة لندن، وتخصص في دراسة القانون البحري.  في عام 1959 حصل على درجة الدكتوراه من الجامعة العبرية في القدس. 
خدم من 1940 إلى 1946 في سلاح الجو الملكي البريطاني. ثم عمل في القسم السياسي للوكالة اليهودية لمدة سنتين في لندن أولا ثم في القدس.
ومات روزين نتيجة نوبة قلبية في القدس يوم 21 سبتمبر 2010 عن عمر يناهز 92 عامًا.

## مهنته كدبلوماسي
مع اقتراب نهاية فترة الانتداب البريطاني في فلسطين، تم تعيين روزين في الأمانة القانونية للجنة الموقف، والتي ساعدت على إنشاء الجهاز الإداري لدولة إسرائيل الجديدة. بعد إعلان الدولة التحق بوزارة الخارجية الإسرائيلية. وعمل من عام 1948 إلى عام 1967 في منصب مستشار قانوني لوزارة الخارجية.   تولى العديد من المهمام منها أنه كان عضوا في الوفد الإسرائيلي إلى اتفاقيات الهدنة لعام 1949 . كما كان عضوًا في لجنة القانون الدولي التي أنشأتها الأمم المتحدة من عام 1962 إلى عام 1971، كما كان عضوًا في معهد القانون الدولي منذ عام 1963.

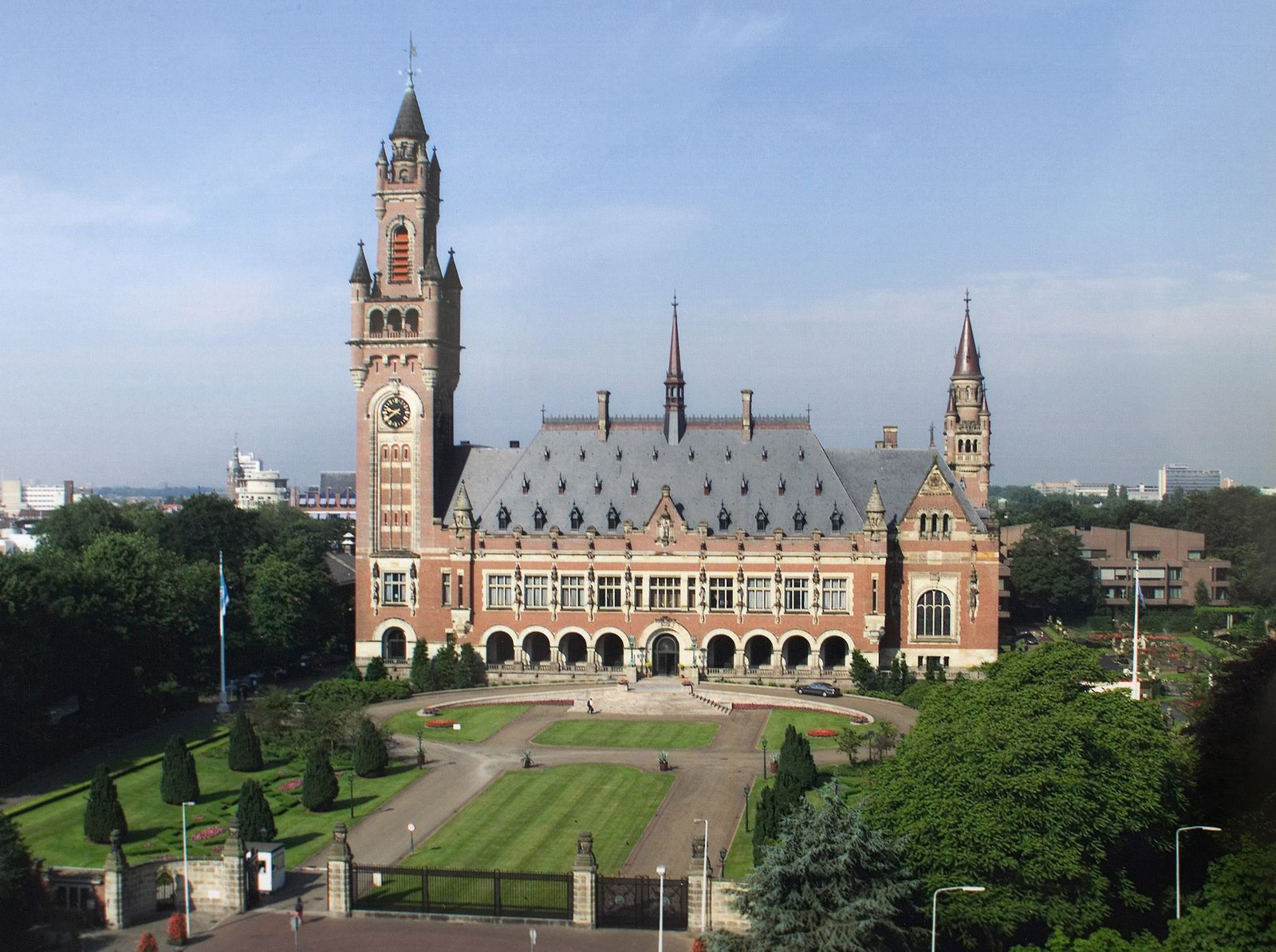
مقر محكمة التحكيم الدائمة: قصر السلام ("Vredespaleis")، لاهاي

في عام 1960 تم تعيينه سفيرا. شغل منصب نائب الممثل الدائم لإسرائيل لدى الأمم المتحدة في نيويورك من عام 1967 إلى عام 1971، ثم تولى منصب المندوب الدائم لإسرائيل لدى الأمم المتحدة، والمنظمات الدولية الأخرى في جنيف من عام 1971 إلى عام 1974. في عام 1972 أرسلت إليه رسالة مفخخة لكن تم إبطالها. وتم تعيينه سفيراً متجولاً عام 1974.
كما شغل روزين منصب نائب رئيس الوفد الإسرائيلي إلى مؤتمري الأمم المتحدة الأول والثاني لقانون البحار، ومن عام 1973 إلى عام 1982 عين رئيسا للوفد الإسرائيلي إلى مؤتمر الأمم المتحدة الثالث لقانون البحار وعضوًا في لجنة صياغة اتفاقية الأمم المتحدة لقانون البحار.
في عام 1993 عمل رئيسا للمستشارين القانونيين لصربيا.  ومن 1994 إلى 1996 كان عضوًا في محكمة التحكيم الدائمة في لاهاي. كما كان عضوًا في اللجنة التوجيهية للمحكمة. 

## مهنته كأكاديمي
عاد إلى بريطانيا وألقى محاضرات في القانون الدولي والقانون البحري في الكلية البحرية الملكية في غرينتش في مدينة لندن، في الفترة من عام 1946 إلى عام 1947. وقام روزين بالتدريس في أكاديمية لاهاي للقانون الدولي في عامي 1954 و 2001. وعين عضوا في معهد القانون الدولي في عام 1963.
بعد تركه للخدمة العامة، عين روزين عضوًا في هيئة التدريس (بدرجة أستاذ) في جامعة بار إيلان. كما قام بالتدريس في أكاديمية «رودس للمحيطات» في اليونان. وحل محل البرفيسور آرثر جودهارت في كرسي العلوم القانونية في جامعة كامبريدج، ومحل البرفيسور بيلا فان زويلين في جامعة أوتريخت. كما عين أستاذاً زائراً في القانون الدولي في جامعة أمستردام وجامعة فرجينيا. 
في عام 2001 دُعي روزين لتدريس في مجموعة المحاضرات العامة حول كتابه المعنون «حيرة القانون الدولي الحديث»، وبعدها عين عضوًا في أكاديمية لاهاي للقانون الدولي.
كما عمل أيضًا كمستشار لحكومات مختلفة، بما في ذلك حكومة الولايات المتحدة ويوغوسلافيا (في قضية الإبادة الجماعية في البوسنة) أمام محكمة العدل الدولية (ICJ)، ولليابان وسورينام في التحكيم في المركز الدولي لتسوية المنازعات الاستشارية ومحكمة التحكيم الدائمة على التوالي.

## لجنة توركل للتحقيق

مسارات الأسطول المتجه إلى غزة (باللون الأخضر) والبحرية الإسرائيلية (باللون البرتقالي)

في 14 يونيو 2010 عين روزين في لجنة توركل وهي لجنة إسرائيلية خاصة مستقلة وذلك بغرض التحقيق في أحداث ما يعرف في إسرائيل باسم غارة أسطول غزة. 
تم تشكيل اللجنة للتحقيق فيما إذا كانت الإجراءات الإسرائيلية التي اتخذت لأجل منع وصول السفن إلى غزة تتفق مع القانون الدولي. وركزت اللجنة على الاعتبارات الأمنية لفرض حصار بحري على قطاع غزة. ومدى اتفاق الحصار البحري لقواعد القانون الدولي؛ وتماشي الإجراءات التي اتخذتها إسرائيل للتصدي للغارة مع مبادئ القانون الدولي؛ والإجراءات التي اتخذها أولئك الذين نظموا وشاركوا في القافلة وهوياتهم. 
وكانت تلك اللجنة تشمل أيضا جاكوب توركل قاضي سابق في المحكمة العليا الإسرائيلية، وعاموس حوريف الرئيس السابق لجامعة التخنيون بالإضافة إلى عضوين آخرين هما ميغيل دويتش وروفين ميرشاف وكان ذلك في يوليو 2010. بالإضافة إلى ذلك تم تعيين مراقبين أجنبيين في اللجنة هما ديفيد تريمبل الوزير الأول السابق لأيرلندا الشمالية، وكين واتكين النائب العام والرئيس السابق للقضاء العسكري الكندي، وكان مصرحا لهما بالمشاركة في جلسات الاستماع والمناقشات، ولكن ليس التصويت على الاستنتاجات النهائية. 

## الجوائز والتقدير
- في عام 1960 نال روزين جائزة إسرائيل في القانون.[19]
- في عام 1994 تم تكريمه من قبل الجمعية الأمريكية للقانون الدولي، وانتخب رئيسا فخريا لها.
- في عام 1994 تم تكريمه أيضًا بجائزة شاريت.[20]
- في عام 1999 حصل على وسام مانلي أو. هدسون للقانون الدولي.
- في عام 2004 حصل على جائزة لاهاي للقانون الدولي.
- في عام 2007 حصلت روزين على جائزة أوناسيس الباحث المتميز من أكاديمية رودس أوشنز في اليونان.

### كتب
- مقالات عن القانون الدولي والممارسة، شبتاي روزين، دار نشر مارتينوس نيجهوف، 2007،(ردمك 90-04-15536-8)
- التفسير والمراجعة واللجوء الآخر من الأحكام والجوائز الدولية، Martinus Nijhoff Publishers، 2007،(ردمك 90-04-15727-1)
- قانون وممارسات المحكمة الدولية، 1920-2005: المحكمة والأمم المتحدة، شبتاي روزين، يائيل رونين، دار مارتينوس نيجهوف للنشر، 2006،(ردمك 90-04-15019-6)
- التدابير المؤقتة في القانون الدولي: محكمة العدل الدولية والمحكمة الدولية لقانون البحار، شبتاي روزين، مطبعة جامعة أكسفورد، 2005،(ردمك 0-19-926806-1)
- حيرة القانون الدولي الحديث، شبتاي روزين، أكاديمية لاهاي للقانون الدولي، دار نشر مارتينوس نيجهوف، 2004،(ردمك 90-04-13692-4)
- المحكمة العالمية: ما هي وكيف تعمل، شبتاي روزين، تيري دي جيل، إريك ياب مولينار، أليكس ج.ود إلفرينك، الطبعة السادسة، منشورات الأمم المتحدة، 2003،(ردمك 90-04-13816-1)
- اتفاقية الأمم المتحدة لقانون البحار، 1982: تعليق، Myron H. Nordquist، Satya N. Nandan، Shabtai Rosenne، Michael W. Lodge، Martinus Nijhoff Publishers، 2002،(ردمك 90-411-1981-7)
- تطوير نظام التعدين في قاع البحار العميقة، ساتيا ناندان، مايكل دبليو لودج، شبتاي روزين، كلوير لو، 2002،(ردمك 978-976-610-503-7)
- مؤتمرات لاهاي للسلام لعامي 1899 و 1907 والتحكيم الدولي: تقارير ووثائق، شبتاي روزين، محكمة التحكيم الدائمة، مطبعة جامعة كامبريدج، 2001،(ردمك 90-6704-134-3)
- قانون وممارسات المحكمة الدولية، 1920-1996: الاختصاص القضائي، شبتاي روزين، دار نشر مارتينوس نيجهوف، 1997،(ردمك 90-411-0264-7)
- مداخلة في محكمة العدل الدولية، شبتاي روزين، دار نشر مارتينوس نيجهوف، 1993،(ردمك 0-7923-2109-X)
- منوعات القانون الدولي، شبتاي روزين، دار نشر مارتينوس نيجهوف، 1993،(ردمك 0-7923-1742-4)
- مشروع مقالات لجنة القانون الدولي حول مسؤولية الدولة: الجزء 1، المواد 1–35، شبتاي روزين، لجنة القانون الدولي التابعة للأمم المتحدة، دار نشر مارتينوس نيجهوف، 1991،(ردمك 0-7923-1179-5)